# آباتشي: آير أسولت
آباتشي: آير أسولت (بالإنجليزية: Air Assault)‏، هي لعبة فيديو إلكترونية من نوع أكشن وتحكم محاكاة مروحية قتالية، طورت اللعبة في روسيا الاتحادية ونشرها شركة أكتفجن الأمريكية سنة 2010.
و هي من نوع محاكاة الطيران القتالي تم طرحها لانظمة مايكروسوفت ويندوز، بلاي ستيشن 3 واكس بوكس 360
وهي لعبة محاكاة الطيران القتالي حيث يقوم اللاعبون بلعب دور طيار طائرة مروحية هجومية من نوع اباتشي والهدف الأساسي من معظم مهمات اللعبة هو ايقاف الهجمات الارهابية من المناطق التي دمرتها الحرب.

## الطائرات في اللعبة
يوجد عدة طائرات أخرى داخل اللعبة بالإضافة الي الطائرة الأساسية الاباتشي يوجد طائرات أخرى هي A-10 ومي-35 ومي 26 وام كيو-9 وام كيو-8 فاير سكاوت ويمكن تعديل خصائص الطائرات مثل الشارات والطلاء الخارجي وتعديل خصائص التحكم في الطائرات

## نظام تعدد اللاعبون
تدعم اللعبة نظام تعدد اللاعبون علي الشبكات المحلية والإنترنت وتدعم اللعبة أيضا نظام تعدد اللاعبون علي نفس جهاز اللعب بحيث يؤدي احدي اللاعبين دور الطيار والاخر دور ضابط الاسلحة
و تدعم اللعبة نظام اللعب علي الإنترنت بحد اقصي أربع لاعبون

## تقييمات اللعبة
حصلت اللعبة علي تقييمات متباينة وكان التقييم العام من موقعي آي جي إن وGAMESPOT للالعاب هو 7.5 من اصل 10 درجات

## وصلات خارجية
- الموقع الرسمي

- صفحة اللعبة على موقع جيمسبوت
- صفحة اللعبة في موقع شركة جايجين
- صفحة اللعبة على موقع psx